# 徐媛
徐媛（1985年11月17日—），出生于重庆，中国女子足球运动员，司职前鋒。
徐2001年曾效力于兰州女足，2004年首次入选中国女足青年队，次年转会上海女足。2007年，徐入选中国女足，被认为是传奇女足运动员孙雯的接班人。